# حسين أباد (كرند)
حسین أباد (بالفارسية: حسین‌آباد) هي مستوطنة تقع في إيران في Korond Rural District. يقدر عدد سكانها بـ 31 نسمة بحسب إحصاء 2016.